# William Branch Giles

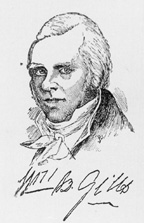
William Branch Giles

William Branch Giles (* 12. August 1762 im Amelia County, Colony of Virginia; † 4. Dezember 1830 ebenda) war ein US-amerikanischer Politiker und von 1827 bis 1830 Gouverneur von Virginia. Außerdem vertrat er seinen Staat in beiden Kammern des US-Kongresses.

## Frühe Jahre und politischer Aufstieg
William Giles besuchte die Prince Edward Academy, aus der das heutige Hampden-Sydney College hervorgegangen ist, und dann bis 1781 das College of New Jersey, die heutige Princeton University. Danach studierte er am College of William & Mary in Williamsburg Jura und wurde 1786 als Rechtsanwalt zugelassen. In der Folge praktizierte er in Petersburg.
Giles war damals Mitglied der von Thomas Jefferson gegründeten Demokratisch-Republikanischen Partei. Nach dem Tod des Kongressabgeordneten Theodorick Bland übernahm Giles dessen Sitz im US-Repräsentantenhaus. Nachdem er anschließend selbst mehrfach in dieses Gremium gewählt worden war, konnte er sein Mandat zwischen dem 7. Dezember 1790 und dem 2. Oktober 1798 ausüben. An diesem Tag trat er aus gesundheitlichen Gründen und aus Verärgerung über die sogenannten Alien and Sedition Acts der Bundesregierung unter Präsident John Adams zurück. In dieser Zeit unterstützte er seinen Parteifreund James Madison in dessen Auseinandersetzung mit Alexander Hamilton. Zwischen 1798 und 1800 gehörte William Giles dem Abgeordnetenhaus von Virginia an. Vom 4. März 1801 bis zum 3. März 1803 war er für eine weitere Legislaturperiode Abgeordneter im Repräsentantenhaus der Vereinigten Staaten.

## William Giles im US-Senat
Nach dem Rücktritt von Abraham B. Venable übernahm Giles dessen Sitz der Class 1 im US-Senat. Dieses Mandat übte er nur knapp vier Monate lang bis zum 3. Dezember 1804 aus. Inzwischen war er zum Nachfolger von Wilson Cary Nicholas bzw. Andrew Moore als Class-2-Senator gewählt worden. Insgesamt war Giles zwischen dem 11. August 1804 und dem 3. März 1815 Mitglied des Senats. Dort setzte er sich erfolglos für die Entlassung des umstrittenen Bundesrichters Samuel Chase ein. Er unterstützte anfänglich die Politik von Präsident Madison, distanzierte sich dann aber von ihm, obwohl er widerwillig für den Britisch-Amerikanischen Krieg von 1812 stimmte. Mit Finanzminister Albert Gallatin verstand sich Giles überhaupt nicht; er verhinderte eine mögliche Ernennung Gallatins zum Außenminister. Am 3. März 1815 trat Giles zwei Jahre vor Ablauf seiner Amtszeit zurück. 1825 bemühte er sich erneut um einen Sitz im Senat, wurde von der Legislative Virginias aber nicht gewählt.

## Gouverneur von Virginia
In den Jahren 1816 und 1817 sowie zwischen 1826 und 1827 war er noch einmal Abgeordneter im Abgeordnetenhaus von Virginia. Er wurde ein Gegner von Präsident John Quincy Adams und von Henry Clay, deren Politik er verurteilte. Nach der Auflösung seiner Partei schloss er sich der neuen Demokratischen Partei von Andrew Jackson an. Im Jahr 1825 kandidierte William Giles erfolglos für eine Rückkehr in den US-Senat. Zwei Jahre später wurde er zum neuen Gouverneur seines Staates gewählt. Dieses Amt übte er zwischen dem 4. März 1827 und dem 4. März 1830 aus. In den Jahren 1829 und 1830 war er Delegierter auf einer Konferenz zur Überarbeitung der Staatsverfassung von Virginia. 1830 wurde er nochmals zum Gouverneur gewählt. Giles lehnte diese Wahl jedoch ab. Er starb noch im Dezember desselben Jahres. Gouverneur William Giles war zweimal verheiratet.